# Théodore (neveu d'Héraclius)
Pour les articles homonymes, voir Théodore.
Théodore (en grec moderne : Θεόδωρος ; latin : Theodorus) est un noble byzantin du début du VIIe siècle. Il est le fils de Théodore, frère de l'empereur byzantin Héraclius (r. 610-641).
En 635 ou 637, certaines personnalités arméniennes, alors très influentes à Constantinople, estiment que leurs intérêts seraient mieux servis sous un nouvel empereur. Leur candidat pour remplacer Héraclius est le fils bâtard de ce dernier Athalarichos. Sont également impliqués les curopalates Varaz-Tirots, fils de Smbat Bagratuni ; David Saharuni, cousin d'Athalarichos ; et le neveu d'Héraclius, le magister Théodore. Varaz-Tirots planifie un coup d'État sans effusion de sang, dans lequel l'empereur serait contraint à l'exil,.
Le plan n'a jamais été exécuté, car un informateur parmi les conspirateurs déclare à la cour impériale qu'Athalarichos prévoit une tentative de coup d'État. Une fois qu'Héraclius confirme l'histoire, il ordonne l'arrestation de toutes les personnes impliquées. Ses conseillers recommandent l'exécution des comploteurs, mais Héraclius est cité par l'historien Sebeos comme disant : 

« Puisque vous avez fait comme vous l'avez fait à mon égard et que vous n'avez pas voulu tremper votre main dans mon sang et le sang de mes fils, je vais pas atteindre à vous et vos fils. Allez où je vous l'ordonne, et j'aurai pitié de vous. »

Alors qu'il a épargné leur vie, Héraclius ordonne l'amputation du nez et des mains de chaque comploteur. En plus d'être ainsi mutilé, Athalarichos est exilé à Prinkipo, l'une des îles des Princes. Théodore a reçu le même traitement, mais a été envoyé à Gaudomelete (peut-être l'actuel Gozo) avec des instructions supplémentaires pour lui couper une jambe.
Il est canonisé en tant que saint par le patriarche Nikephoros I de Constantinople[réf. nécessaire], et Sebeos, qui le prend pour un frère de Jean Athalaricos et un fils d'Héraclius, affirme que ce titre (appelé sa variante grecque magistro) est un nom de famille. Les auteurs de la Prosopography of the Later Roman Empire affirment que la façon dont le titre apparaît dans le Breviarium de Nikephoros indique qu'il s'agit d'un titre honorifique, peut-être magister officorum.